# جين بارتليت
جين بارتليت (بالإنجليزية: Jeanne Bartlett)‏ (و. 1905 – 1997 م) هي كاتبة سيناريو، وممثلة، من الولايات المتحدة الأمريكية، توفيت في سانتا مونيكا، كاليفورنيا، عن عمر يناهز 92 عاماً.

## وصلات خارجية
- جين بارتليت على موقع IMDb (الإنجليزية)
- جين بارتليت على موقع أول موفي (الإنجليزية)
- جين بارتليت على موقع قاعدة بيانات الأفلام السويدية (السويدية)
- جين بارتليت على موقع قاعدة بيانات الفيلم (الإنجليزية)
- جين بارتليت على موقع كينوبويسك (الروسية)